# پایگاه نیروی هوایی پاکستان در مرید
 پایگاه نیروی هوایی پاکستان در مرید (به انگلیسی: PAF Base Murid) یک فرودگاه نظامی است که یک باند فرود آسفالت دارد و طول باند آن ۲۷۲۴ متر است. این فرودگاه در کشور پاکستان قرار دارد و در ارتفاع ۵۴۰ متری از سطح دریا واقع شده است.